# Charles Loetitia de Ladoucette
Pour les articles homonymes, voir de Ladoucette.
Louis Napoléon Loetitia Charles de Ladoucette, Baron de l'Empire, Pair de France, fils de Charles-François de Ladoucette et frère cadet de Eugène de Ladoucette, est né le 11 février 1809 à Gap et décédé à Paris le 12 décembre 1869.

## Biographie
Il entra en 1831 à l'école de cavalerie de Saumur et servit jusqu'en 1837 comme sous-lieutenant au 5e régiment de dragons. Démissionnaire à cette époque, il entra au Conseil d'État comme Auditeur et parvient au poste de maître des requêtes. 
Après la Révolution française de 1848, il se présenta le 17 septembre 1848 dans le département de la Moselle comme candidat à l'Assemblée constituante en remplacement d'Auguste Dornès, mortellement blessé. Il échoua avec 8 304 voix contre 17 813 à l'élu, Louis-Napoléon Bonaparte et 7 984 voix à Monsieur Émile Bouchotte. 
Il fut plus heureux le 13 mai 1849 et devient le représentant du même département à l'Assemblée législative, le 2e sur 9 avec 54 077 voix pour 76 540 votants sur 115 444 inscrits. Monsieur de Ladoucette vota avec la majorité conservatrice puis soutint la politique particulière de l'Elysée et fut au lendemain du Coup d'État du 2 décembre 1851, appelé à faire partie de la Commission consultative. 
Le 26 janvier 1852, il entra au Sénat et il s'associa au rétablissement de l'Empire. Dans le courant de la session de 1854, il fit une proposition tendant à présenter à l'empereur sur la publication d'un code rural. 
Il ne cessa en politique de soutenir jusqu'à sa mort de sa parole et de ses votes, le gouvernement impérial. Il était membre du conseil général de la Moselle qu’il préside de 1852 à 1869 et maire du VIIIe arrondissement de Paris et était décoré de la Légion d'honneur. 

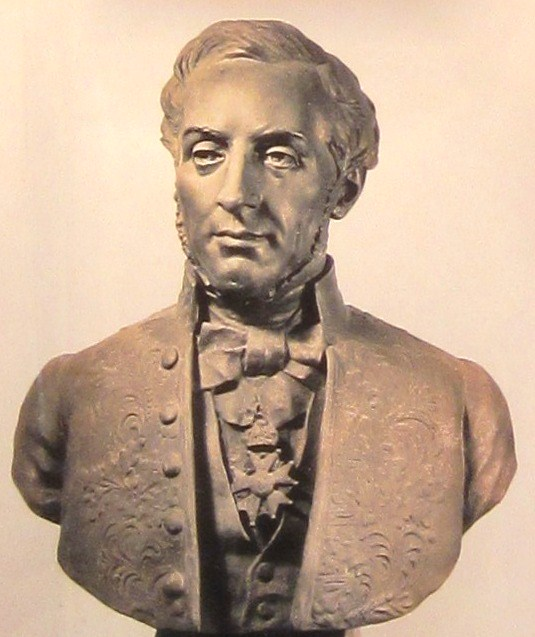
Buste à l’hôtel du département de la Moselle.

Il fut le dernier châtelain du Château de Drancy qui avait appartenu à une Madame d'Argenlieu qui le vendit par la suite à un nommé Kirpatrick. Ce château fut construit en 1553 par Pierre Séguier dont la famille resta propriétaire pendant plus de deux siècles. 
Il était l'époux d’Émilie-Victorine née Thibault devenue baronne de Ladoucette qui fonda en 1857 une école de filles avec ouvroir et cours d'adultes, dont le personnel enseignant était des sœurs de Saint Vincent de Paul. Elle mourut le 9 décembre 1897 à Cannes. 
Elle avait fait un testament et don de tous ses biens en faveur de l'asile de Drancy pour parachever ainsi son entreprise caritative que géraient les Sœurs de Saint-Vincent de Paul. 
Ces dernières héritèrent du château de Drancy et de son parc de 5,5 hectares, aujourd'hui le parc Ladoucette, ainsi que de la villa des Ladoucette à Cannes.
Le baron et la baronne de Ladoucette eurent une fille, Berthe de Ladoucette, née en 1844 devenue, comtesse Robert de Mun et décéda le 24 février 1865, à l'âge de 21 ans. Elle avait collaboré aussi dans les œuvres de charité de sa mère.
Ayant perdu leur fille unique de bonne heure, ils léguèrent également par testament la plus grande partie de leur fortune aux départements de la Moselle et des Hautes-Alpes pour être employée à des œuvres d'utilité publique.

## Sources
- De Terentiacum à Drancy (1964), Georges Archer
- Le château de Drancy, son histoire, « archives de Drancy » (1989)
- « Charles Loetitia de Ladoucette », dans Adolphe Robert et Gaston Cougny, Dictionnaire des parlementaires français, Edgar Bourloton, 1889-1891 [détail de l’édition]
- Regards sur Drancy, une commune dans l'histoire de France, Raymond Liegibel, Société Drancéenne d'Histoire et d'Archéologie (1979)